# The Oh in Ohio
Pour plus de détails, voir Fiche technique et Distribution.
The Oh in Ohio ou Oh en Ohio au Québec, est un film américain réalisé par Billy Kent, sorti en 2006.

## Synopsis
Séduisante publicitaire, Priscilla Chase, mariée à Jack, professeur de sciences, semble mener une vie heureuse et épanouie. Du moins, en apparence, car elle n'a jamais eu d'orgasme, ce qui frustre ce dernier. Jack, atteint dans sa virilité, décide de la quitter pour entamer une relation avec une de ses étudiantes, Kristen, tandis que Priscilla, après avoir tenté de remédier à son problème, va retrouver l'amour en la personne de Wayne, homme d'affaires spécialisé dans les piscines deux fois plus âgé qu'elle.

## Fiche technique
- Titre : The Oh in Ohio
- Réalisation : Billy Kent
- Scénario : Adam Wierzbianski, d'après une histoire de Sarah Bird, Billy Kent et Adam Wierzbianski
- Musique : Bruno Coon
- Directeur de la photographie : Ramsey Nickell
- Montage : Paul Bertino et Michael R. Miller
- Distribution des rôles : Monika Mikkelsen
- Création des décors : Martina Buckley
- Création des costumes : Bruce Finlayson
- Producteurs : Miranda Bailey, Francey Grace et Amy Salko Robertson
- Coproductrice : Julie Sandor
- Assistant producteur : Chris Petro II
- Producteurs exécutifs : Debra Grieco, Matthew Leutwyler et Jun Tan
- Sociétés de production : Ambush Entertainment, The AV Club et Cold Iron Pictures
- Sociétés de distribution : 
  - États-Unis : Cyan Pictures
  - France : Acteurs Auteurs Associés
- Genre : Comédie romantique
- Pays de production :  États-Unis
- Langue : anglais
- Budget : 5 000 000 USD
- Durée : 88 minutes
- Format : 1.85:1 - 35mm - Couleur / Son Dolby Digital
- Dates de sorties : 
  - États-Unis : 14 juillet 2006 (sortie limitée)
  - France : 23 février 2011 (sortie DVD)

## Distribution
- Parker Posey (V. Q. : Anne Bédard) : Priscilla Chase
- Paul Rudd (V. Q. : Patrice Dubois) : Jack Chase
- Danny DeVito (V. Q. : Luis de Cespedes) : Wayne Sianidis
- Mischa Barton (V. Q. : Catherine Bonneau) : Kristen Taylor
- Keith David (V. Q. : Daniel Lesourd) : Coach Popovich
- Liza Minnelli (V. Q. : Claudine Chatel) : Alyssa Donahue
- Heather Graham (V. Q. : Lisette Dufour) : Justine, la vendeuse d'objets sexuels (non créditée)
- Miranda Bailey (V. Q. : Viviane Pacal) : Sheri
- Robert John Burke : le père de Kristen

Source : Version québécoise (V. Q.) sur Doublage.qc.ca

## Réception
Le film a rencontré des critiques mitigées ou négatives, obtenant sur 22 % d'avis favorables le site Rotten Tomatoes sur la base d'une note moyenne de 4.6⁄10 et 69 commentaires. Le site Metacritic lui attribue une moyenne de 48⁄100 basé sur 20 critiques.
En salles, The Oh in Ohio a été un échec commercial, avec 10 % de bénéfices inférieures à son budget de 5 millions de dollars, car étant sorti de façon limitée sur le territoire américain.